# Дамронг Ратчанубаб
Принц Дамронг Ратчанубаб (включая полный титул тайск. สมเด็จพระเจ้าบรมวงศ์เธอ กรมพระยาดำรงราชานุภาพ, 21 июня 1862 года, Бангкок, — 1 декабря 1943 года, Бангкок) — государственный деятель Таиланда, основатель современной системы образования страны и системы провинциального управления. Также был историком (не получившим профессионального образования) и одним из наиболее влиятельных интеллектуалов Таиланда своего времени.

## Биография
Имя при рождении — Пхра Онг Чао Дисуанкумаан (тайск. พระองค์เจ้าดิศวรกุมาร — Принц Дисуанкумаан). Сын короля Монгкута (Рама IV) и одной из его жён, Чоом. Получил образование сначала у частных учителей, а с 14 лет — в специальной школе при дворце в Бангкоке, созданной его сводным братом, королём Рамой V. С 1880 по 1887 год служил в армии, в 1887 году занимал должность заместителя главнокомандующего, затем главнокомандующим.году. С 5 апреля 1889 по 1890 – министр юстиции, в 1890–1892 – министр просвещения.  После начала программы административных реформ Рамы V получил пост министра северных провинций. В 1894 году это министерство было преобразовано в министерство внутренних дел. Провел реформу административно-территориального деления Таиланда, объединив мелкие провинции в более крупные регионы, существенно уменьшил автономию провинций, ввел обязательное образование чиновников. В этот период считался вторым лицом в государстве после короля.
После смерти Рамы V в 1910 году его влияние значительно уменьшилось. В 1915 году ушёл в отставку. После этого основал Королевский Институт, предназначенный для надзора и обеспечения Национальной Библиотеки и музеев. Стал первым президентом Королевского Института, за что получил от короля Прачадипока (Рама VII) титул «Сомдедж Пхрачао Боромавонгсе Тхер Кромапхрайя Дамронг Ратчанубаб», под которым с тех пор и известен.
После отставки работал как историк, изучая историю Таиланда и историю тайской литературы. Опубликовал множество книг и статей, большинство из которых не переведено на иностранные языки. Первый президент научного комитета Национальной Библиотеки, способствовал приобретению в её коллекцию надписей на камне, рукописей, произведений национального искусства. Работал над изданием национальных хроник.
После революции 1932 года эмигрировал на остров Пенанг (Малайзия). В начале 1942 г. получил разрешение возвратиться в Бангкок, где и умер через год.
К столетию своего рождения, в 1962 году, стал первым тайцем, включенным в список ЮНЕСКО наиболее заслуженных людей.